# Бокоев, Марат Таймуразович
Мара́т Таймура́зович Боко́ев (род. 17 июля 2001, Беслан, Северная Осетия) — российский футболист, защитник клуба «Акрон».

## Биография
Родился в Беслане.
В 2014 году начал заниматься футболом в бесланской спортивной школе имени Ивана Константиновича Каниди.
В 2016 году перешёл во Владикавказскую Академию спорта (ранее ДЮСШ «Барс»).
В начале 2018 года присоединился к любительскому клубу «Автодор». В январе 2019 года пополнил состав владикавказского «Пищевика».
23 августа 2019 года подписал первый профессиональный контракт с клубом «Спартак-Владикавказ». 24 августа 2019 года в матче первенства ПФЛ против «Кубани» дебютировал в профессиональном футболе. 
4 августа 2020 года перешёл в клуб «Красный». 
10 февраля 2021 года был куплен фарм-клубом «Локомотив-Казанка». В его составе стал бронзовым призёром Второго дивизиона 2021/22. 
22 июня 2022 года пополнил состав «Велеса». 17 июля 2022 года дебютировал в Первой лиге в матче против клуба «Балтика». 
11 августа 2023 года на правах свободного агента подписал контракт с клубом «Акрон». По итогам сезона 2023/24, с командой стал бронзовым призёром Первой лиги и одержав победу в стыковых матчах вышел в РПЛ. 
31 августа 2024 года сыграл дебютный матч в чемпионате России против «Ахмата». 

## Статистика выступлений
| Выступление         | Выступление      | Выступление      | Лига | Лига | Кубки | Кубки | Стыковые матчи | Стыковые матчи | Итого | Итого |
| Клуб                | Лига             | Сезон            | Игры | Голы | Игры  | Голы  | Игры           | Голы           | Игры  | Голы  |
| ------------------- | ---------------- | ---------------- | ---- | ---- | ----- | ----- | -------------- | -------------- | ----- | ----- |
| Спартак-Владикавказ | ПФЛ              | 2019/20          | 5    | 1    | 0     | 0     | —              | —              | 5     | 1     |
| Спартак-Владикавказ | Итого            | Итого            | 5    | 1    | 0     | 0     | —              | —              | 5     | 1     |
| Красный             | ПФЛ              | 2020/21          | 14   | 1    | 0     | 0     | —              | —              | 14    | 1     |
| Красный             | Итого            | Итого            | 14   | 1    | 0     | 0     | —              | —              | 14    | 1     |
| Локомотив-Казанка   | ПФЛ              | 2020/21          | 8    | 1    | —     | —     | —              | —              | 8     | 1     |
| Локомотив-Казанка   | Второй дивизион  | 2021/22          | 13   | 2    | —     | —     | —              | —              | 13    | 2     |
| Локомотив-Казанка   | Итого            | Итого            | 21   | 3    | —     | —     | —              | —              | 21    | 3     |
| Велес               | Первая лига      | 2022/23          | 27   | 0    | 0     | 0     | —              | —              | 27    | 0     |
| Велес               | Итого            | Итого            | 27   | 0    | 0     | 0     | —              | —              | 27    | 0     |
| Акрон               | Первая лига      | 2023/24          | 16   | 1    | 3     | 0     | 1              | 0              | 20    | 1     |
| Акрон               | РПЛ              | 2024/25          | 17   | 1    | 8     | 0     | —              | —              | 25    | 1     |
| Акрон               | РПЛ              | 2025/26          | 5    | 0    | 2     | 0     | —              | —              | 7     | 0     |
| Акрон               | Итого            | Итого            | 38   | 2    | 13    | 0     | 1              | 0              | 52    | 2     |
| Всего за карьеру    | Всего за карьеру | Всего за карьеру | 105  | 7    | 13    | 0     | 1              | 0              | 119   | 7     |

## Достижения
«Локомотив-Казанка»
- Бронзовый призёр Второго дивизиона (группа 2): 2021/22

«Акрон»
- Бронзовый призёр Первой лиги: 2023/24